# Témia de Bornéo
Dendrocitta cinerascens
Espèce
Statut de conservation UICN

 LC  : Préoccupation mineure
La Témia de Bornéo (Dendrocitta cinerascens) est une espèce d'oiseaux passereaux de la famille des Corvidae.
Cet oiseau est endémique de l'île de Bornéo.